# Comprexlader
En comprexlader er en type af trykladning til forbrændingsmotorer.

## Opbygning og funktionsprincip
Laderen kører i et cylinderformet hus med to åbninger på hver side, en til indsugning og en til udstødning. Indvendigt i huset kører der et cellehjul, som drives mekanisk af en tandrem eller kæde, og kører synkront med krumtapakslen eller med et lavere omdrejningstal (typisk 1⁄3).
Trykopbygningen på indsugningssiden opstår stødagtigt ved hjælp af energien fra den indstrømmende udstødningsgas, som ledes ind i en eller flere af cellerne på cellehjulet og komprimerer den deri befindende friskluft. En passende omdrejningstals- og oversætningstiming af cellehjulet bevirker, at udstødningstrykstødet komprimerer et friskluftparti i en nøjagtigt lige styret celle. Ved hjælp af cellehjulets videredrejning holdes frisklufttrykket i cellen, og kort tid efter føres den herved komprimerede luft ud i indsugningstragten.
Trykket i comprexladeren opbyggges i modsætning til en kompressor eller Roots-kompressor ikke af mekanisk energi, og skal udenfor lejefriktionen ikke overvinde nogen kraft; comprexladerens drift finder udelukkende sted ved hjælp af en omdrejningstalssynkronisering mellem krumtapaksel og indsugningstakt.
Dermed er comprexladeren egentlig ikke en fortrængermaskine, da energien føres direkte fra udstødnings- til friskgas og denne fremgangsmåde kun styrer trykcellerne.

## Historie
Comprexladeren blev udviklet i 1970'erne og 1980'erne af firmaet Brown, Boveri & Cie. i Baden, Schweiz.
I 1985 blev den i kort tid benyttet af Opel i de sidste dieseludgaver af Senator. På dette tidspunkt havde andre fabrikanter allerede turbodieselmotorer i deres modelprogrammer, så Opel med deres 2,3-liters sugediesel med en effekt på 52 kW (71 hk) ikke længere var konkurrencedygtige. Dette fik Opel til at udvide dieselmotorprogrammet: I modelår 1984 blev der lanceret en turboversion med 63 kW (86 hk), som også kunne leveres i Senator. Fra 1985 kunne der som ekstraudstyr leveres en 2,3-liters Comprex-diesel med 70 kW (95 hk). Senator Comprex-diesel fandtes udelukkende med femtrins manuel gearkasse. Ifølge typeskiltet var denne version ikke produceret af Opel, men derimod Irmscher. Den blev kun fremstillet i få eksemplarer.
Comprexladerens fordel i forhold til en turbolader er drejningsmomentkurven: I modsætning til en motor med turbolader ydes effekten allerede ved et lavt omdrejningstal og frem for alt uden forsinkelse, da der ikke forekommer nogen acceleration af udstødningsturbinen. Dette muliggør en energisparende køremåde ved lavt omdrejningstal.
De første comprexladere havde den egenskab, at de lige store celler afgav en syngende og for mange kunder ubehagelig lyd, hvis tonehøjde fulgte omdrejningstallet. Dette blev afhjulpet ved montering af en ny type cellehjul som ikke længere bestod af celler, men derimod en pakke rør med forskellig diameter. Da laderen var fremstillet af tynd keramik, steg fremstillingsomkostningerne ved denne ændring.
BBC fik med comprexladeren ikke den forventede succes fra europæiske bilfabrikanter, og efter fusionen af BBC og ASEA til ABB blev der ikke investeret flere penge i dette projekt. Systemet blev derfor solgt til Mazda, som i deres model 626 mellem 1988 og 1997 tilbød en comprexladet 2,0-liters dieselmotor med 55 kW (75 hk), hvor den tilsvarende sugediesel ydede 44 kW (60 hk).
I 1996 introducerede Greenpeace bilmodellen Twingo Smile. Denne prototype på basis af Renault Twingo var udstyret med en comprexladet benzinmotor på 358 cm³. Denne motor ydede 40 kW (55 hk), hvilket gav en specifik effekt på 154 hk pr. liter slagvolume. Twingo Smile brugte mindre end 3,3 liter benzin pr. 100 km, hvilket var cirka halvt så meget som den oprindelige bil med forældet stødstangsmotor.
Næste udbygningstrin af princippet er den såkaldte Hyprex-lader.

## Fordele og ulemper
Udstødningsgasserne overfører uden forsinkelse trykket til friskluften, hvilket medfører at comprexladeren ikke laver såkaldt "turbotøven", men derimod at ladeeffekten indtræder direkte.
Ulemperne er, at det er meget svært at afstemme comprexladeren til en motor, hvilket gør udviklingen meget dyr og kompliceret. Derudover er comprexladeren på såvel indsugnings- som udstødningssiden yderst modtryksømfindtlig, så selv små forandringer i indsugnings- (tilstoppet luftfilter) eller udstødningssystemet (lille hul i udstødningen) medfører stærke påvirkninger. På grund af sådanne fejl er der ofte problemer med udstødningsgastilbageføringen.